# Port Saint-Bernard
Port Saint-Bernard (Přístav sv. Bernarda) je říční přístav v Paříži. Nachází se v 5. obvodu podél nábřeží Quai Saint-Bernard. Svůj název získalo podle bývalého kláštera sv. Bernarda, který se rozkládal nedaleko.

## Poloha
Port Saint-Bernard leží na levém břehu řeky Seiny mezi mosty Austerlitz a Sully. Část bývalého přístavu byla přeměněna na veřejný park Jardin Tino-Rossi. Od mostu Sully pokračuje po proudu přístav Port de la Tournelle a za mostem Austerlitz je proti proudu Port d'Austerlitz.

## Historie
Přístav byl v minulosti využíván především pro obchod s vínem, k čemuž sloužily i nedaleké sklady. Od poloviny 20. století se stalo přístavištěm pro ukotvené lodě, většinou hausbóty. V 80. letech byla většina rozlohy přístavu přeměněna na park Jardin Tino-Rossi, kde vzniklo muzeum soch pod širým nebem Musée de la sculpture en plein air. Přístav se částečně vrátil ke svému původnímu účelu, když zde byla vybudována stanice Jardin des Plantes pro říční dopravu Batobus.